# پدر و مادرت را گرامی بدار

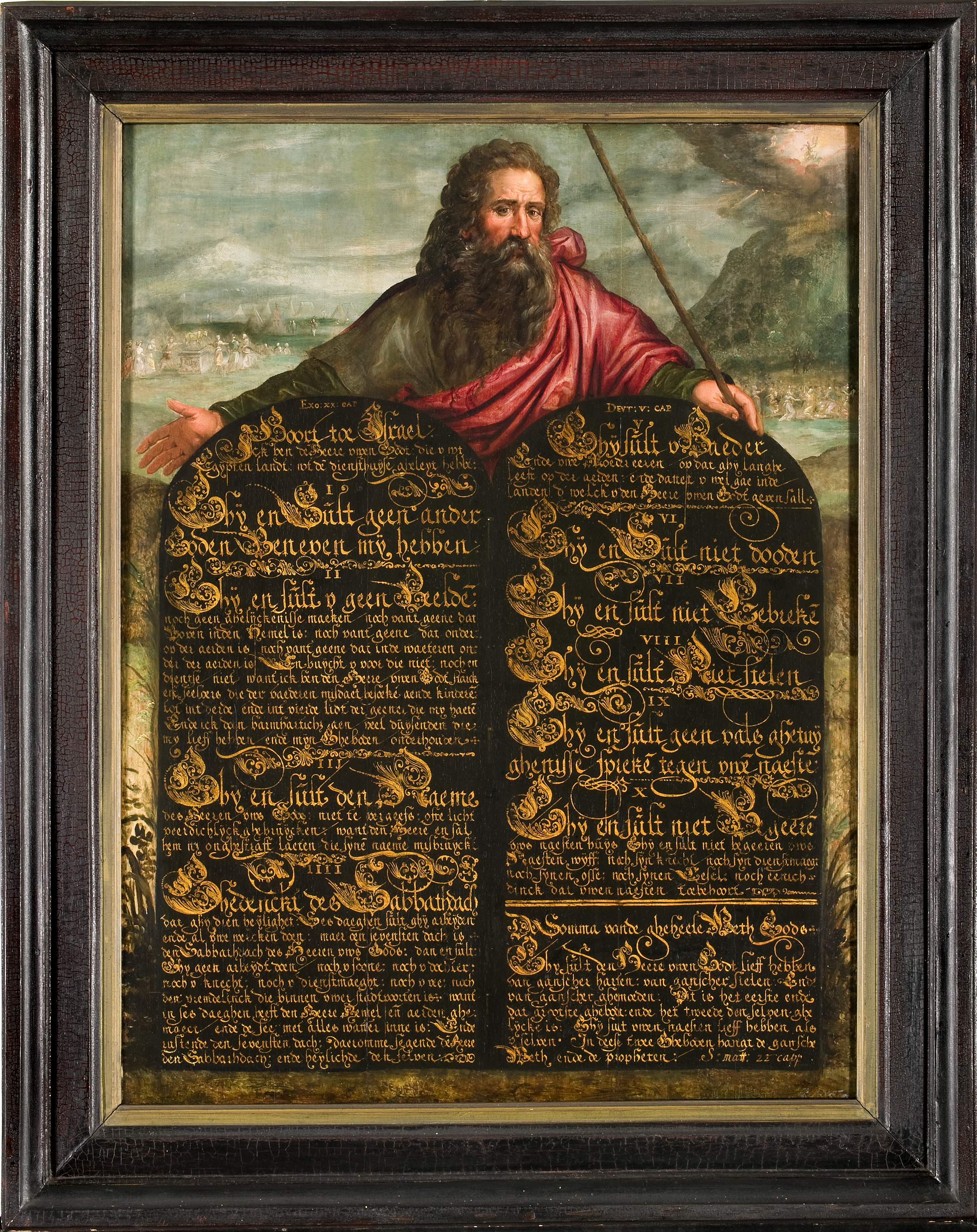

پدر و مادرت را گرامی بدار (عبری: כַּבֵּד אֶת אָבִיךָ וְאֶת אִמֶּךָ לְמַעַן יַאֲרִכוּן יָמֶיךָ‎، آوانگاری: Kabbēḏ ’eṯ-’āḇîḵā wə’eṯ-’immeḵā ləma‘an ya’ăriḵûn yāmeyḵā) یکی از ده فرمان در کتاب مقدس عبری است. این فرمان عموماً در منابع پروتستانی و یهودی به عنوان پنجمین در فهرست خروج ۲۰:۱–۲۱ و سفر تثنیه (Dvarim) 5:1-23 در نظر گرفته شده‌است. کاتولیک‌ها و لوتریان این را چهارمین می‌دانند.